# Honka-Jälä
Honka-Jälä är en sjö i kommunen Siilinjärvi i landskapet Norra Savolax i Finland. Sjön ligger 100,7 meter över havet. Den är 12,36 meter djup. Arean är 59 hektar och strandlinjen är 4,97 kilometer lång. Sjön  ingår i Vuoksens huvudavrinningsområde.   Den ligger omkring 14 kilometer norr om Kuopio och omkring 350 kilometer norr om Helsingfors. 